# Библиотека Машинског факултета Универзитета у Нишу
Библиотека Машинског факултета Универзитета у Нишу је почела рад са оснивањем Техничког факултета, 1960. године. Постоји податак да је 1. октобра 1962. године имала 2.442 књиге и 47 наслова стручних часописа. Ипак, као година оснивања Библиотеке узима се 1971. година, када се Машински факултет издвојио из Техничког факултета.

### Фонд
Библиотека данас има око 16.000 књига, легата и поклона, око 110 доктората, 180 магистарских радова, око 2500 дипломских радова као и известан број специјалистичких радова. Претплаћена је на десетак наслова домаћих часописа и добија два страна часописа преко Министарства. До 1992. године набављано је више од сто наслова страних часописа и преко тридесет домаћих. Од децембра 2002. године постоји могућност за преглед часописа преко КоБСОН мреже и претраживања фондова других библиотека.

##### Претраживање
Претраживање фонда библиотеке Машинског факултета Универзитета у Нишу може се вршити и на интернет страници
Претраживање фонда библиотеке је могуће преко сајта који су урадили запослени у библиотеци.

### Сарадња
Библиотека сарађује и са другим библиотекама, посебно са Универзитетском библиотеком „Никола Тесла” у Нишу, Универзитетском библиотеком „Светозар Марковић” у Београду и Народном библиотеком Србије.
Сви послови везани за рад Библиотеке обављају се помоћу рачунара, библиотечким програмом који је развијен на Машинском факултету у Нишу. База података, креирана овим програмом, садржи све књиге, магистарске, докторске и дипломске радове. Дипломски радови су последњих година доступни у електронском облику. Фонду Библиотеке Машинског факултета може се приступити и преко Интернета.

### Простор
Библиотека Машинског факултета располаже са око 200 квадратних метара радне, складишне и читаоничке површине. Читаоница је заједничка са библиотеком Грађевинског факултета и у њој може истовремено да ради педесетак студената. Библиотека има два запослена, једног библиотекара и једног самосталног вишег књижничара. Осим студената и доктораната, услуге библиотеке користе професори, сарадници, запослени на факултета, а под одређеним условима и корисници ван установе.